# Freiwasserweltmeisterschaften 2004
Die Freiwasserweltmeisterschaften 2004 fanden vom 27. November bis 2. Dezember 2004 in Dubai statt. Es wurden Einzelwettbewerbe für Frauen und Männer über die Distanzen 5, 10 und 25 Kilometer ausgetragen.
Die Freiwasserweltmeisterschaften 2004 wurden stark von deutscher Seite geprägt. So gingen alleine drei der sechs Titel an deutsche Athleten: Bei den Frauen gewann Britta Kamrau über 10 und 25 Kilometer sowie Larissa Iltschenko über 5 Kilometer. Bei den Männern sicherte sich Thomas Lurz den Titel über 10 Kilometer, Grant Cleland siegte über 5 Kilometer und Brendal Capell über 25 Kilometer.

## Ergebnisse Männer
| Wettbewerb | Gold           | Gold    | Silber         | Silber  | Bronze               | Bronze  |
| ---------- | -------------- | ------- | -------------- | ------- | -------------------- | ------- |
| 5 km       | Grant Cleland  | 56:52   | Christian Hein | 56:54   | Josh Santacaterina   | 56:55   |
| 10 km      | Thomas Lurz    | 1:54:38 | Alan Bircher   | 1:54:44 | Daniil Serebrennikow | 1:55:02 |
| 25 km      | Brendan Capell | 5:05:39 | Juri Kudinow   | 5:07:05 | Jewgeni Koschkarow   | 5:07:59 |

## Ergebnisse Frauen
| Wettbewerb | Gold               | Gold    | Silber         | Silber  | Bronze           | Bronze  |
| ---------- | ------------------ | ------- | -------------- | ------- | ---------------- | ------- |
| 5 km       | Larissa Iltschenko | 1:03:11 | Xenia Popowa   | 1:03:43 | Sara McLarty     | 1:03:52 |
| 10 km      | Britta Kamrau      | 2:07:51 | Jana Pechanová | 2:07:52 | Lauren Arndt     | 2:07:53 |
| 25 km      | Britta Kamrau      | 5:43:09 | Edith van Dijk | 5:43:09 | Natalija Pankina | 5:43:14 |